# Pic de Bugatet
Le pic du Bugatet est un sommet des Pyrénées françaises, du département des Hautes-Pyrénées. Son versant sud se situe dans le parc national des Pyrénées.

## Géographie

### Topographie
S'élevant à 2 875 mètres d'altitude, le pic de Bugatet se trouve sur la commune d'Aragnouet, deux kilomètres au sud du lac d'Orédon.

## Voies d'accès
Difficile d'accès (escalade) à partir du pic Méchant, les principales difficultés se situent au pied du pic Méchant (pas de la Cau, 2 733 m) et juste avant le Bugatet (brèche de Bugatet).